# NAVO-oefenterrein Bergen-Hohne

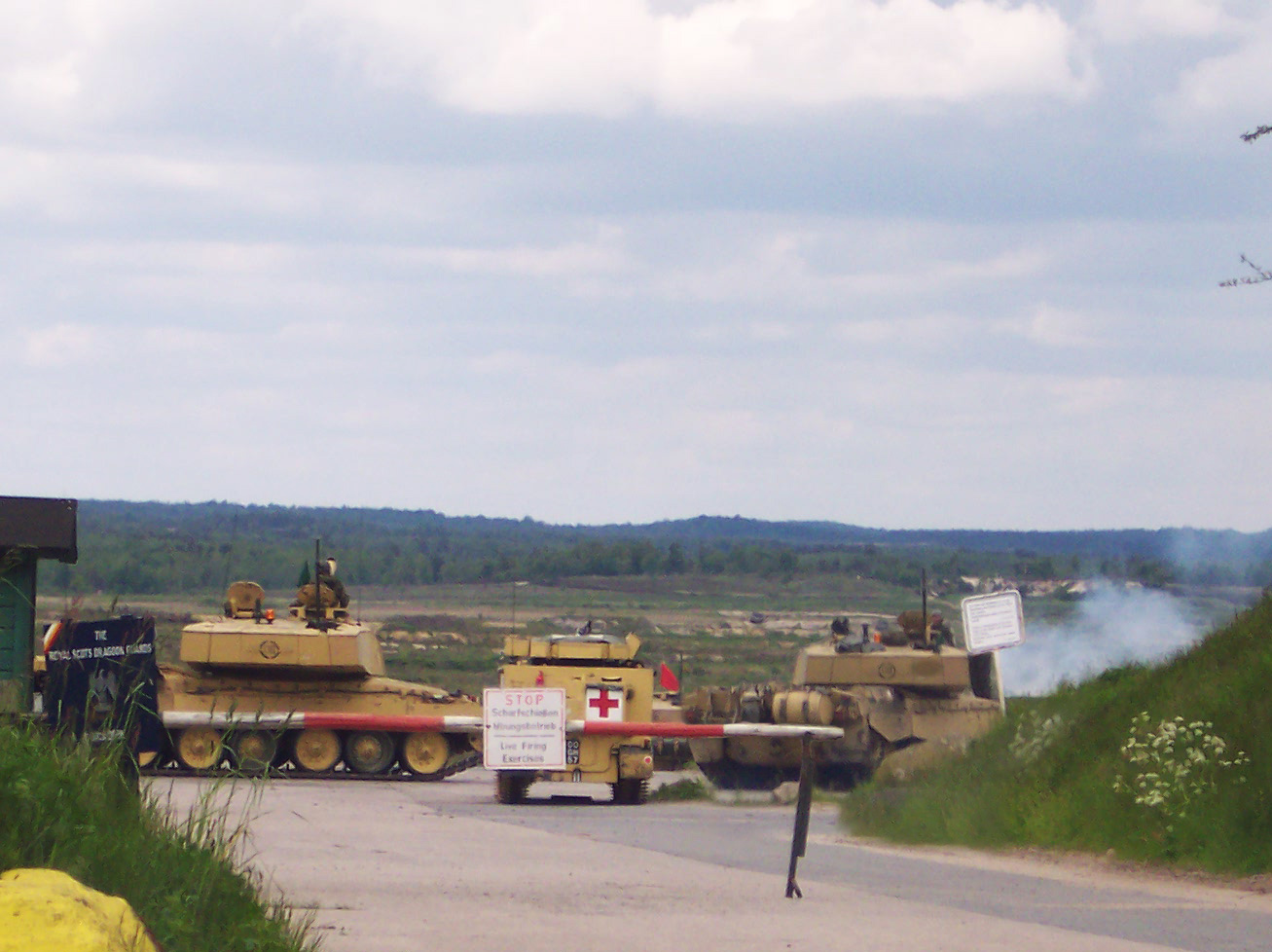
Oefeningen door de Royal Scots Dragoon Guards

Het NAVO-oefenterrein Bergen-Hohne is een militair oefenterrein in de Duitse deelstaat Nedersaksen. Met een oppervlakte van 284 km² is het een van de grootste militaire oefenterreinen van Europa. Het terrein strekt zich in noord-zuidrichting uit over een lengte van 27 km en in oost-westrichting over 18 km.
Het oefenterrein ligt in het zuidelijke deel van de Lüneburger Heide, midden in de strategisch belangrijke Noord-Duitse Laagvlakte. Het ligt op ongeveer 40 km ten noorden van Hannover, 60 km ten zuidoosten van Bremen en 60 km ten zuiden van Hamburg. Het hoogste punt is de Falkenberg met 150 meter en het laagste gedeelte is het Ostenholzer Moor op 28 meter. Bestuurlijk ligt het overgrote deel van het oefenterrein in twee gemeentevrije zones: Lohheide en Osterheide.
Het grootste deel van het oefen- en schietterrein is omgeven door een ringweg, de zg. Panzer Ringstraße. Aan deze weg liggen verschillende kazernes (zoals Bergen, Hohne, Fallingbostel en meer) en legeringskampen zoals Oerbke, Hörsten maar ook kazerne Langemannshof, genoemd naar een voormalige boerderij. Kaserne Langemannshof is tot 1992 standplaats geweest van 43 Tankbataljon en 41 Pantserluchtdoelbatterij.
Het oefenterrein werd in 1935 door de Wehrmacht ingericht bij de plaats Belsen, ten westen van de plaats Bergen. De legerplaats werd vernoemd naar het iets ten westen van Bergen gelegen dorpje Hohne, dat bij de creatie van het oefenterrein door het Duitse leger werd ontruimd. Het grootste deel van het personeel woonde in Bergen. Voor de inrichting van het oefenterrein werden 24 dorpjes en nederzettingen met in totaal ruim 3650 inwoners ontruimd.
Na het einde van de Tweede Wereldoorlog werd Bergen-Hohne door het Britse Rijnleger overgenomen. Sinds de zestiger jaren is het oefenterrein in gebruik bij de NAVO en de Bundeswehr. In de periode 1963 t/m 1993 was Bergen-Hohne in Nederland vooral bekend als de standplaats van 41 Tankbataljon (Regiment Huzaren prins Alexander) en 43 Tankbataljon (Regiment Huzaren van Sytzama)], 41 Pantsergeniecompagnie en 41 Pantserluchtdoelbatterij.

## Trivia
- Op het oefenterrein ligt een groep hunebedden, de zg. 'Sieben Steinhäuser'[4]. Voor een korte beschrijving hiervan zie onder Bergen.
- Sinds midden jaren 10 van deze eeuw zijn weer Nederlandse militairen gestationeerd in Bergen-Hohne, namelijk het Nederlandse eskadron van  414 (DEU) Panzerbatallion[5]

- Gemeinsame Normdatei: 6064486-2
- Library of Congress Control Number: nr97033907
- Nationale Bibliotheek van Israël: 987007545161205171
- Virtual International Authority File: 132978223